# High Live
High Live! es un álbum (live) publicado en 1996 por Helloween.

## Lista de canciones

### Disco uno
| N.º | Título                 | Escritor(es)  | Duración |  |
| 1.  | «We Burn»              | Deris         |          |  |
| 2.  | «Wake up the Mountain» | Kusch/Deris   |          |  |
| 3.  | «Sole Survivor»        | Weikath/Deris |          |  |
| 4.  | «The Chance»           | Grapow        |          |  |
| 5.  | «Why?»                 | Deris         |          |  |
| 6.  | «Eagle Fly Free»       | Weikath       |          |  |
| 7.  | «The Time of the Oath» | Grapow/Deris  |          |  |
| 8.  | «Future World»         | Hansen        |          |  |
| 9.  | «Dr. Stein»            | Weikath       |          |  |

### Disco dos
| N.º | Título                         | Escritor(es)  | Duración |  |
| 1.  | «Before the War»               | Deris         |          |  |
| 2.  | «Mr. Ego (Take Me Down)»       | Grapow        |          |  |
| 3.  | «Power»                        | Weikath       |          |  |
| 4.  | «Where the Rain Grows»         | Weikath/Deris |          |  |
| 5.  | «In the Middle of a Heartbeat» | Deris/Weikath |          |  |
| 6.  | «Perfect Gentleman»            | Deris         |          |  |
| 7.  | «Steel Tormentor»              | Weikath/Deris |          |  |

## Formación
- Andi Deris - Vocalista
- Michael Weikath - Guitarra
- Roland Grapow - Guitarra
- Markus Grosskopf - Bajo
- Uli Kusch - Batería